# The Days of the Phoenix
The Days of the Phoenix is een ep van de Amerikaanse rockband AFI, uitgebracht in 2001. Er staan twee nummers op van The Art of Drowning en één niet-uitgebracht nummer, "A Winter's Tale".

## Nummers
1. The Days of the Phoenix
2. Wester
3. A Winter's Tale